# Lisna ploča
Lisna ploča je deo lista koji obavlja sve funkcije lista i najčešće je spljoštena. Bez obzira na izgled, svaki list ima lisku ili lisnu ploču. Liska ima lice i naličje, lice je okrenuto ka Suncu. List je potpun ukoliko liska ima lisnu dršku, u suprotnom list je nepotpun ili sedeći. Kod potpunog lišća, prema broju liski na jednoj lisnoj dršci, razlikujemo prost i složen list. Prost list na jednoj lisnoj dršci ima samo jednu lisku: lipa, bukva, topola, hrast... Složen list na jednoj lisnoj dršci ima više liski: detelina, bagrem… Na liskama možemo videti linije koje se jasno ističu, one se nazivaju lisna nervatura. Lisna nervatura su provodni sudovi lista kroz koje prolaze voda i druge korisne supstance. Lisna nervatura može biti: mrežasta, paralelna i lučna.